# Route nationale 4 (Guadeloupe)
Pour les articles homonymes, voir Route nationale 4.
La route nationale 4, ou RN 4, est une route nationale française en Guadeloupe de 34 km, qui relie Pointe-à-Pitre (au niveau de sa rocade) à Saint-François par la côte sud de l'île de Grande-Terre en traversant Sainte-Anne.

## Tracé
- Pointe-à-Pitre, connectée à sa rocade
- Le Gosier
- Sainte-Anne
- Châteaubrun (Sainte-Anne)
- Saint-François, connectée à la RN 5

## Trafic
Il y a 45000 véhicules par jour au niveau Pont Blanchard.[réf. souhaitée]

## Sites desservis ou traversés
- Sud des Grands Fonds
- Le Gosier : Fort Fleur d'épée, îlet du Gosier, plage de Morne Jacques, plage de la Datcha au Gosier, plage de Saint-Félix, plage de la Pointe de la Verdure.
- Sainte-Anne : Plage de Sainte-Anne, plage de la Caravelle, plage de Bois-Jolan
- Saint-François : Cimetière hindou, plage des Raisins Clairs